# Список птахів Волліс і Футуна
Це перелік видів птахів, зафіксованих на території островів Волліс і Футуна. Авіфауна островів Волліс і Футуна налічує загалом 62 види, з яких 5 були інтродуковані людьми.

## Позначки
Наступні теги використані для виділення деяких категорій птахів.
- (А) Випадковий — вид, який рідко або випадково трапляється на островах Волліс і Футуна
- (I) Інтродукований — вид, завезений на острови Волліс і Футуна як наслідок, прямих чи непрямих людських дій
- (Ex) Локально вимерлий — вид, який більше не трапляється на островах Волліс і Футуна, хоча його популяції існують в інших місцях

## Гусеподібні(Anseriformes)
Родина: Качкові (Anatidae)
- Крижень австралійський, Anas superciliosa

## Куроподібні(Galliformes)
Родина: Великоногові (Megapodiidae)
- Великоніг меланезійський, Megapodius eremita (A)

Родина: Фазанові (Phasianidae)
- Курка банківська, Gallus gallus (I)

## Голубоподібні(Columbiformes)
Родина: Голубові (Columbidae)
- Голуб сизий, Columba livia (I)
- Alopecoenas stairi(інші мови) (Ex)
- Тілопо фіджійський, Ptilinopus porphyraceus
- Пінон тонганський, Ducula pacifica

## Зозулеподібні(Cuculiformes)
Родина: Зозулеві (Cuculidae)
- Коель новозеландський, Urodynamis taitensis (A)

## Серпокрильцеподібні(Apodiformes)
Родина: Серпокрильцеві (Apodidae)
- Салангана світлогуза, Aerodramus spodiopygius

## Журавлеподібні(Gruiformes)
Родина: Пастушкові (Rallidae)
- Пастушок смугастий, Gallirallus philippensis
- Султанка зондська, Porphyrio indicus
- Султанка австралійська, Porphyrio melanotus
- Погонич австралійський, Zapornia tabuensis

## Сивкоподібні(Charadriiformes)
Родина: Сивкові (Charadriidae)
- Сивка бурокрила, Pluvialis fulva
- Чайка білошия, Vanellus miles (A)

Родина: Баранцеві (Scolopacidae)
- Кульон аляскинський, Numenius tahitiensis
- Кульон середній, Numenius phaeopus
- Грицик малий, Limosa lapponica
- Крем'яшник звичайний, Arenaria interpres
- Побережник арктичний, Calidris melanotos (A)
- Коловодник аляскинський, Tringa incana

Родина: Мартинові (Laridae)
- Крячок бурий, Anous stolidus
- Крячок атоловий, Anous minutus
- Крячок білий, Gygis alba
- Крячок строкатий, Onychoprion fuscatus
- Крячок бурокрилий, Onychoprion anaethetus
- Крячок індонезійський, Sterna sumatrana
- Крячок жовтодзьобий, Thalasseus bergii (A)

## Фаетоноподібні(Phaethontiformes)
Родина: Фаетонові (Phaethontidae)
- Фаетон білохвостий, Phaethon lepturus
- Фаетон червонохвостий, Phaethon rubricauda

## Буревісникоподібні(Procellariiformes)
Родина: Буревісникові (Procellariidae)
- Тайфунник-провісник, Pterodroma heraldica (A)
- Тайфунник Піла, Pterodroma inexpectata (A)
- Тайфунник австралійський, Pterodroma nigripennis
- Тайфунник білолобий, Pterodroma leucoptera (A)
- Тайфунник коротконогий, Pterodroma brevipes
- Тайфунник таїтійський, Pseudobulweria rostrata (A)
- Буревісник клинохвостий, Ardenna pacifica
- Буревісник Бюлера, Ardenna bulleri (A)
- Буревісник сивий, Ardenna grisea
- Буревісник молокайський, Puffinus newelli (A)
- Буревісник реюньйонський, Puffinus bailloni

## Сулоподібні(Suliformes)
Родина: Фрегатові (Fregatidae)
- Фрегат-арієль, Fregata ariel
- Фрегат тихоокеанський, Fregata minor

Родина: Сулові (Sulidae)
- Сула білочерева, Sula leucogaster
- Сула червононога, Sula sula

## Пеліканоподібні(Pelecaniformes)
Родина: Чаплеві (Ardeidae)
- Чепура австралійська, Egretta novaehollandiae (A)
- Чепура тихоокеанська, Egretta sacra

## Яструбоподібні(Accipitriformes)
Родина: Яструбові (Accipitridae)
- Circus approximans(інші мови) (A)

## Совоподібні(Strigiformes)
Родина: Сипухові (Tytonidae)
- Сипуха крапчаста, Tyto alba

## Сиворакшоподібні(Coraciiformes)
Родина: Рибалочкові (Alcedinidae)
- Альціон садовий, Todiramphus sacer
- Альціон священний, Todirhamphus sanctus
- Альціон білошиїй, Todirhamphus chloris

## Соколоподібні(Falconiformes)
Родина: Соколові (Falconidae)
- Сокіл мексиканський, Falco femoralis (A)

## Папугоподібні(Psittaciformes)
Родина: Psittaculidae
- Лорі-віні синьоголовий, Vini australis

## Горобцеподібні(Passeriformes)
Родина: Медолюбові (Meliphagidae)
- Фулегайо полінезійський, Foulehaio carunculatus

Родина: Личинкоїдові (Campephagidae)
- Оругеро полінезійський, Lalage maculosa

Родина: Монархові (Monarchidae)
- Монарх-великодзьоб рудобокий, Clytorhynchus vitiensis

Родина: Шпакові (Sturnidae)
- Шпак-малюк полінезійський, Aplonis tabuensis
- Майна індійська, Acridotheres tristis (I)
- Майна джунглева, Acridotheres fuscus (I)

Родина: Астрильдові (Estrildidae)
- Мунія каштанововола, Lonchura castaneothorax (I)